# Christian Moritz Pauli
Christian Moritz Pauli (* 9. Januar 1785 in Lübben; † 5. Januar 1825 in Berlin) war ein deutscher Gymnasiallehrer und Sprachwissenschaftler.

## Leben
Christian Moritz Pauli erhielt ab seinem achten Lebensjahr schulischen Unterricht durch einen Privatlehrer. Anschließend besuchte er für ein Jahr das Lyzeum in Lübben beim Rektor Karl Benedikt Suttinger. Im Alter von 14 Jahren kam er 1799 auf das Gymnasium in Gotha (heute: Ernestinum Gotha) und hatte Unterricht unter anderem bei Friedrich Jacobs und Friedrich Wilhelm Döring. An der Schule lernte er auch Carl Friedrich Göschel, den späteren Präsidenten des Konsistoriums der Kirchenprovinz Sachsen kennen, mit den ihn eine lebenslange Freundschaft verband.
1802 verließ er die Schule und begann ein anderthalbjähriges Studium der Philologie und der Rechtswissenschaften an der Universität Wittenberg. 1804 setzte er seine Studien an der Universität Leipzig fort, tauschte jedoch die Rechtswissenschaften gegen ein Philosophiestudium. Nachdem er zum Dr. phil. promoviert hatte, nahm er eine Hauslehrerstelle in Hamburg an, blieb jedoch nur einen Monat, weil er in eine schwermütige Stimmung fiel und sich nach Eutritzsch zurückzog; dort nahm sich für ein Jahr die Zeichnerin Wilhelmine Geyser (1755–1813), Witwe des Malers Christian Gottlieb Geyser und Tochter des Malers Adam Friedrich Oeser mütterlich seiner an.
Nach seiner Gesundung bat er um ein Schulamt und wurde 1809 als Konrektor in Lübben angestellt. Nachdem die Schule 1817 in eine Bürgerschule umgewandelt wurde, erhielt er seine Versetzung als Konrektor nach Brandenburg, traf hier jedoch wieder gesundheitlich eingeschränkt ein, worauf er sich zur Herstellung seiner Gesundheit nach Karlsbad begab; in dieser Zeit bat er um eine Verwendung in Berlin.
Im Spätsommer 1817 traf er in Berlin ein und hatte den Wunsch ein akademisches Lehramt zu erhalten, als er 1821 an einem Nervenfieber erkrankte. 1822 erhielt er die Zusicherung einer Anstellung und übernahm von Michaelis 1822 bis Ostern 1823 wöchentlich einige Lehrstunden auf dem Französischen Gymnasium Berlin. Nachdem sein dortiges Wirken durch den Konsistorialrat Palmié öffentlich gewürdigt worden war, erhielt er vom Direktor des Friedrichswerderschen Gymnasiums, Christian Gottlieb Zimmermann (1766–1841), das Angebot einige Lehrstunden wöchentlich in den beiden oberen Klassen an der Anstalt zu unterrichten; bereits nach kurzer Zeit wurde er zum Oberlehrer ernannt.
1824 erkrankte er erneut und verstarb am 5. Februar 1825.

### Schriftstellerisches Wirken
Er beschäftigte sich wissenschaftlich mit philologischen und philosophischen Themen und verfasste hierzu einige Werke. In der Breslauer Turnfehde nahm er eine ablehnende Haltung ein und verfasste eine Schrift an den Befürworter Henrich Steffens, der sich später dazu in seinem Vorwort in der Schrift Caricaturen des Heiligsten dazu äußerte: In einem Streite, den ich hier keineswegs zu erneuern wünsche, hat der geistreiche biedere Pauli bewiesen, daß ich ihm Unrecht that, daß er, was ich angriff, mit den männlichen Waffen schon bekämpft hatte. Er hat es bewiesen, und die Art, wie es geschah, hat mich einem Manne nahe gebracht, den ich hochschätze.
Er verfasste auch Aufsätze in den Freimüthigen Blättern für Deutsche in Beziehung auf Krieg, Politik und Staatswirthschaft von Friedrich von Coelln sowie in den beiden Jahrgänge der Berlinischen Zeitschrift für Wissenschaft und Literatur (1824, 1825).
Seine Ausführungen wurden unter anderem auch von Gotthold Ephraim Lessing verwendet und er war mit Friedrich Hufeland und August Heinrich Hoffmann von Fallersleben befreundet und verkehrte mit diesen im Haus von Karl Hartwig Gregor von Meusebach.

## Mitgliedschaften
- Christian Moritz Pauli war Mitglied der Deutschen Gesellschaft für Teutsche Sprache.

## Schriften (Auswahl)
- Die Sprachreinigkeit von Seiten ihres förderlichen Einflusses auf Sprachbereicherung. Leipzig 1811.
- Beiträge zur Sprachwissenschaft. 1. Heft. Leipzig 1812–1817.
- Karlsbader Zeitkürzungen. Berlin 1818.
- Turnsachen. In einem Schreiben an Steffens. Berlin 1819.
- Gedanken. 1. Band, 2. Band. Berlin 1819 und 1824.